# 7,62×54 mm R
7,62×54 mm R е най-дълго използваният пушечен патрон с фланец в света към 2011 година (120 години от 1891 г.). Конструиран е за винтовка Мосин-Наган и е приет на въоръжение в Руската императорска армия през 1891 г. Почти всички съвременни патрони от подобен тип са безфланцови. Фланцовите патрони от периода след 1880 г. са изоставени след Първата световна война и сега се ползват малък брой предимно револверни такива. Поради комплексни причини се използва и до днес в Руската армия, както и в бившия социалистически блок. Използва се във всички руски картечници с такъв калибър освен РПК (която е под патрона 7,62×39 mm на АК-47) и снайперски пушки като СВД. Познат е като патрон за трилинейка. Три линии означава три десети (.300 в имперски мерки) от 1 инч (25.4 mm) т.е. 7.62 mm. 54 mm е дължината на гилзата. В приетия в бившия Източен блок стандарт патроните за нарезно оръжие се обозначават с първа цифра за калибър и втора за дължина на гилзата в милиметри. На запад е познат като „7.62mm Russian“ и понякога объркван със „7.62 Soviet“, което се отнася за безфланцовия 7,62×39 mm. По технически параметри се доближава до американския боеприпас .30 – 06.